# Karol Mikuli
Karol (Carol, Carl, Karl von) Mikuli (Miculi) sau Karol Pstikyan (în armeană : Կարոլ Միկուլի sau Կարոլ Պստիկյան, n. 20 octombrie 1819, Cernăuți – d. 21 mai 1897, Lemberg) a fost un compozitor, pianist și profesor de muzică austro-ungar, de origine armeano-polono-român.

## Biografie
Mikuli (alias Bsdikian) s-a născut la Cernăuți, oraș care făcea parte pe atunci din Imperiul austriac (în prezent, el se află în Ucraina) într-o familie cu rădăcini armene și polone. El a studiat, mai întâi, medicina la Viena, dar în 1844 a plecat la Paris, unde a fost student al lui Frédéric Chopin la cursurile de pian (devenind, mai târziu, asistentul lui) și al lui Napoléon-Henri Reber la cursurile de compoziție.
S-a întors în țară în 1847, înaintea de începerea Revoluției din 1848. După ce s-a făcut cunoscut ca pianist în cursul concertelor organizate în mai multe orașe din Austria, Rusia și România, în anul 1858 a devenit director artistic al Conservatorului din Lemberg. În 1888 a demisionat din conducerea orchestrei și a fondat o școală privată.
Printre elevii său s-au numărat: Moriz Rosenthal, Raoul Koczalski, Aleksander Michałowski, Jaroslaw Zieliński, Kornelia Parnas, Rudolf Schwarz, Mieczysław Sołtys și Ciprian Porumbescu. El este cel mai bine cunoscut ca editor al lucrărilor lui Chopin. Casa de editură "Dover" publică în mod curent reeditări ale edițiilor sale din 1879 ale muzicii de pian compuse de Chopin, publicate inițial de F. Kistner (Leipzig). Scopul lui, după cum se menționează în prefața ediției, a fost de a oferi ediții mai fiabile. El a folosit mai multe surse verificate, cele mai multe dintre acestea fiind scrise sau corectate de însuși Chopin. Edițiile sale ale compozițiilor lui Chopin au fost publicate, pentru prima oară, în America în anul 1895.
Mikuli a luat, de asemenea, note detaliate ale lui comentariilor făcute de Chopin în lecții și i-a intervievat pe martorii la interpretările lui Chopin. Timp de mulți ani el a fost privit ca autoritatea primară cu privire la Chopin și remarcile sale despre compozițiile lui Chopin au fost adesea citate de biografi.
Karol Mikuli a a murit la Lemberg, care făcea parte pe atunci din Austro-Ungaria (în prezent, orașul Liov din Ucraina), și este înmormântat în Cimitirul "Łyczakowski" din Liov. Pe peretele catedralei armene din Liov se află o placă comemorativă cu imaginea sculptată a artistului (sculptorul basoreliefului este  polonezul Cyprian Godebski)..

## Citat
„Farmecul uimitor, poezia și originalitatea, libertatea perfectă și claritatea absolută ale pieselor lui Chopin nu pot fi descrise. Este perfect în orice direcție.”

## Compoziții muzicale
Muzică de orchestră
- 48 Airs nationaux roumains pentru orchestră, dar și pentru pian.

Muzică de cameră
- Polonaise pentru 3 viori, Op. 7 (publicată în 1862)
- Serenade für Klarinette und Klavier in A, Op. 22 (1880) [în română: "Serenadă pentru clarinet și pian în la bemol major, Op. 22"]
- Scherzino în do minor pentru 3 viori, Op. 25 (1880)
- Grand duo în la major pentru vioară și pian, Op. 26

Pentru pian
- Prélude et presto agitato, Op. 1 (publicată în 1859)
- 4 Mazurkas, Op. 2 (1860)
- Mazurka în fa minor, Op. 4 (1860)
- 2 Polonaises, Op. 8 (1862)
- 48 Airs nationaux roumains (Ballades, chants des bergers, airs de danse, etc.) în 4 volume (1863)
- Six pièces pour piano, Op. 9 (publicată de Spina în 1866, la Viena)
- Mazurka, Op. 10 (1866)
- Mazurka în si minor, Op. 11 (1866)
- Étude în si major pentru pian cu armoniu, Op. 12 (1867)
- 6 Danses allemandes, Op. 13 (1867)
- Méditation, Op. 14 (1867)
- Andante con Variazioni - pentru pian la 4 mâini, Op. 15 (1867)
- 6 Valses, Op. 18 (1869)
- 2 Nocturnes, Op. 19 (1869)
- Valse în la major, Op. 20 (1869)
- Ballade în si bemol major, Op. 21 (1871)
- 12 Variantes (Variations) harmoniques sur la gamme d'Ut majeure pentru pian - 4 mâini, Op. 23 (1880); publicată de Kistner (Leipzig)
- 10 Pièces, Op. 24 (1880)

Muică vocală
- 6 Lieder pentru voce și pian, Op. 16 (1867)
- 6 Lieder pentru voce și pian, Op. 17 (1867)
- 7 Lieder pentru voce și pian, Op. 27 (1880)
- 2 Duette pentru voce și pian, Op. 28 (1880)
- Die Reue: „Die Nacht war schwarz“ pentru bariton și orchestră de coarde, Op. 30 (1880)

Muzică corală
- 7 Lieder pentru soprano, alto, tenor și bas, Op. 17 (1880)
- Paraphrase sur un ancien Chant de Noël polonais pentru 4 voci (solo și cor), instrumente cu coarde și orgă (sau pian - 4 mâini), Op. 31 (1881)
- Zwei geistliche Lieder pentru cor bărbătesc și solo, Op. 32
- Veni creator pentru cor mixt și orgă, Op. 33

Lucrări fără Opus
- Douze airs nationaux roumains (ballades, chants des Bergers, airs de danse etc.) / recueillis et transcrits pour le piano par Charles Mikuli; Erschienen in Paris (Verlag: Kallenbach, ca. 1900)

## Înregistrări pe CD
- Karol Radziwonowicz: Karol Mikuli - Piano Works Arhivat în 26 octombrie 2010, la Wayback Machine.

## Imagini

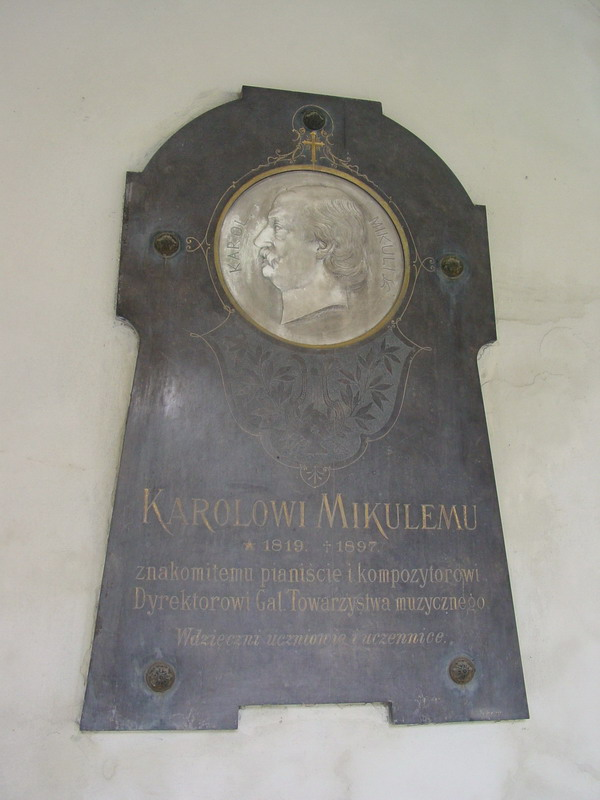
Placă comemorativă a lui Mikuli în catedrala din Liov
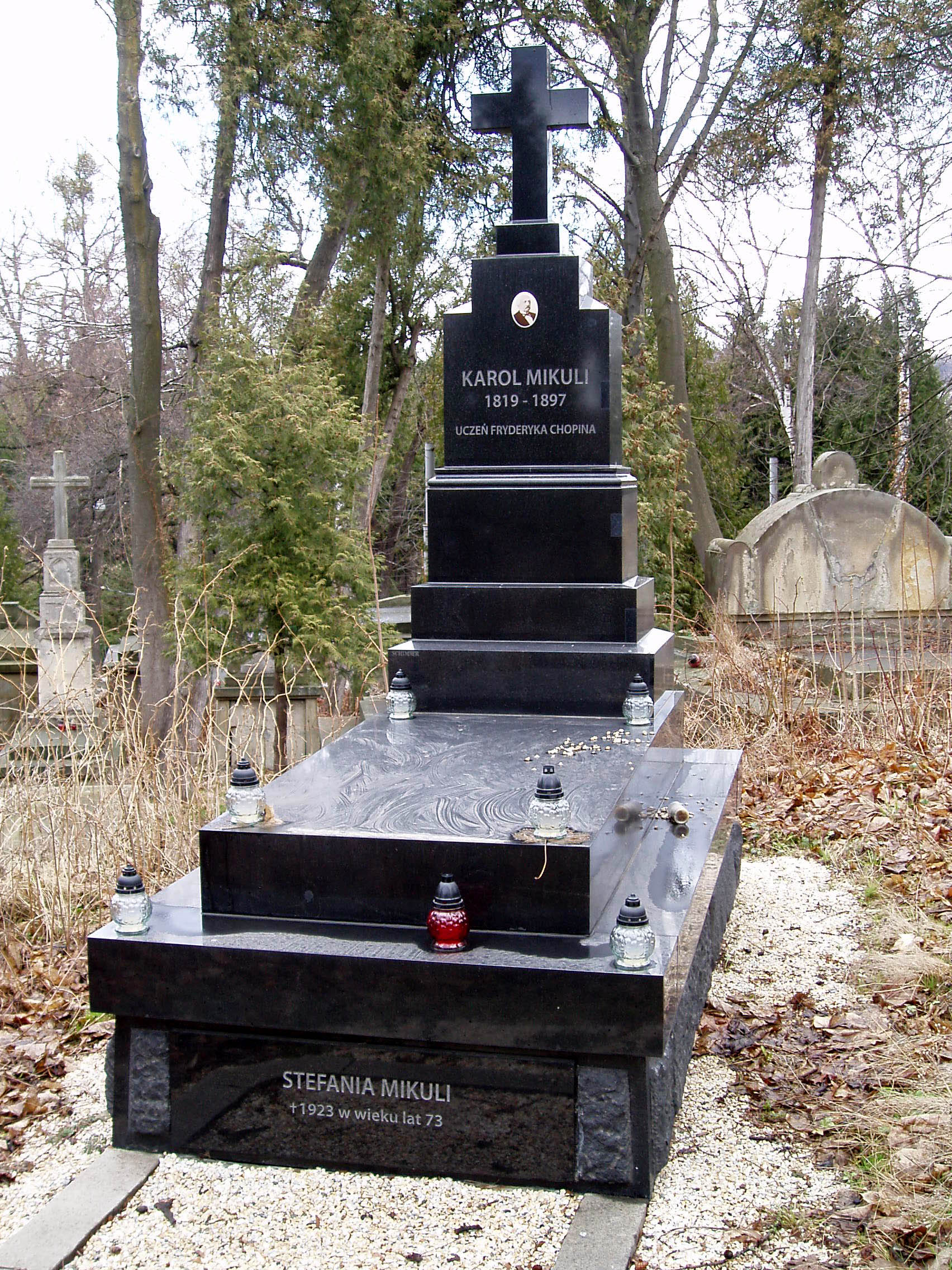
Mormântul lui Karol și al Ștefaniei Mikuli